# 萊恩巴赫河 (伊薩爾河支流)
47°42′47″N 11°33′18″E / 47.713°N 11.555°E

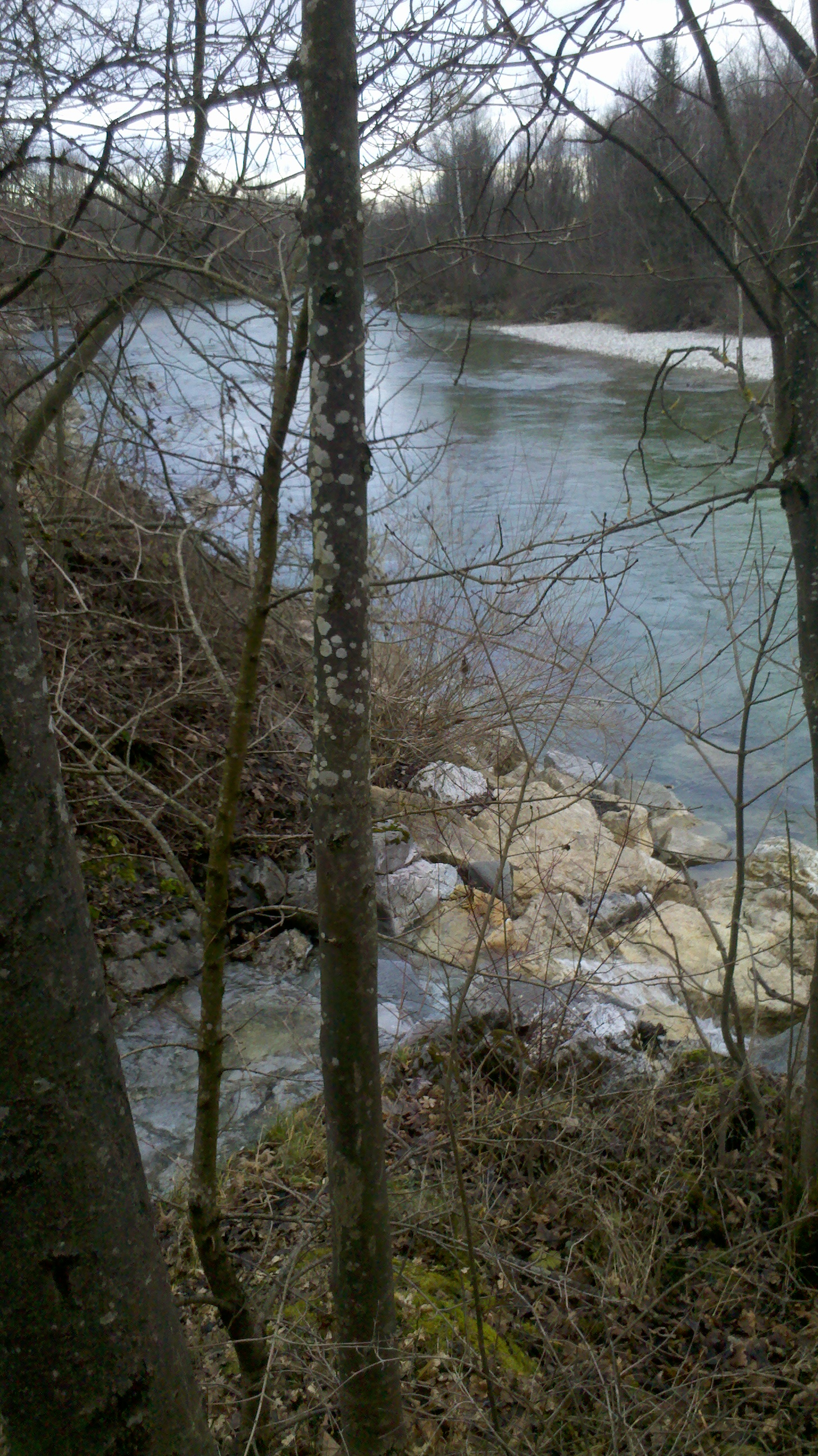

萊恩巴赫河（德語：Lainbach），是德國的河流，位於該國東南部，由巴伐利亞負責管轄，屬於伊薩爾河的左支流，河道全長5公里，流經上巴伐利亞行政區。